# Gonoreta gonioptera
Gonoreta gonioptera är en fjärilsart som beskrevs av George Francis Hampson 1914. Gonoreta gonioptera ingår i släktet Gonoreta och familjen sikelvingar. Inga underarter finns listade i Catalogue of Life.